# Alekhine’s Gun
Смерть шпионам 2 или Alekhine’s Gun (ранее известна как Death to Spies 3: Ghost of Moscow) — компьютерная игра в жанре стелс-экшен, продолжение «Смерть шпионам» и «Смерть шпионам: Момент истины». Игра разрабатывалась компанией Haggard Games. Также известна как Death to Spies 3.
Игра была анонсирована 10 июня 2010 года. На E3 был представлен ролик, показывающий геймплей игры. Позднее был опубликован геймплейный ролик игры версии Xbox 360. В 2013 году студия Haggard Games сделала попытку профинансировать разработку игры методом краудфандинга через сайт Indiegogo.com, но не смогла собрать требуемую сумму.
21 мая 2014 года на официальном сайте haggardgames.com вышла демоверсия игры. В ней представлен один из уровней.
23 мая 2014 года Haggard Games объявили о продолжении разработки игры и запустили на Steam Greenlight акцию в поддержку проекта, но 13 июня 2015 года игра была удалена из Steam Greenlight.
Игру переименовали в Alekhine’s Gun, выпуск 10 ноября 2015, перенесен на 9 февраля 2016, повторно перенесен на 1 марта 2016.
В итоге релиз состоялся 1 марта 2016 года при участии американского издателя. По этой же причине в игре отсутствует озвучивание на русском языке.

## Игровой процесс
Игроку предлагается выполнять такие задания, как похищение документов или убийство целей, перемещаясь незаметно и избегая обнаружения. Игра содержит большие уровни со множеством вариантов их прохождения. В целом игра похожа на серию игр Hitman: здесь также можно переодеваться во вражескую одежду, подстраивать несчастные случаи и т. д. После завершения миссии игроку выдаётся рейтинг и очки GP в зависимости от стиля прохождения. На очки GP можно приобрести новое снаряжение и гаджеты. Наивысшим рейтингом считается «Призрак» — нельзя убивать и оглушать врагов, поднимать тревогу, цели должны быть убиты несчастным случаем.

## Сюжет
Продолжение истории об отважных бойцах невидимого фронта, в котором игроки вновь встретятся с Семёном Строговым, капитаном четвёртого отдела главного управления военной контрразведки СМЕРШ. Вторая мировая закончилась пятнадцать лет назад, однако опытному советскому оперативнику рано уходить на покой. В напряженную эпоху холодной войны искусство разведки выходит на качественно новый уровень: теперь действовать необходимо ещё более скрытно и изощрённо. В ходе проведения секретных операций контрразведчику придётся побывать в Северной Америке, на Кубе и в Европе.

## Отзывы
| Сводный рейтинг       | Сводный рейтинг                        |
| Агрегатор             | Оценка                                 |
| --------------------- | -------------------------------------- |
| GameRankings          | PC: 50,50 % PS4: 35,00 % XONE: 37,50 % |
| Metacritic            | (PC) 40/100 (XONE) 33/100 (PS4) 36/100 |
| OpenCritic            | 32/100                                 |
| «Критиканство»        | 48/100                                 |
| Иноязычные издания    |                                        |
| Издание               | Оценка                                 |
| Destructoid           | 4/10                                   |
| Eurogamer             | 4/10                                   |
| Hardcore Gamer        | 2/5                                    |
| IGN                   | 3/10                                   |
| Push Square           | [ 19 ]                                 |
| Русскоязычные издания |                                        |
| Издание               | Оценка                                 |
| «IGN Россия»          | 3/10                                   |
| PlayGround.ru         | 6,5/10                                 |
| Riot Pixels           | 48/100                                 |
| StopGame.ru           | Проходняк                              |

Игра получила в целом отрицательные отзывы, согласно сайтам агрегации рецензий.